# Jabuti-tinga
Jabuti-tinga (nome científico: Chelonoidis denticulatus), também chamado jabuti, jaboti ou jabutim, é uma réptil da família dos testudinídeos (Testudinidae).

## Etimologia
O nome popular jabuti ou jabutim, empregado no contexto da herpetologia, deriva do tupi yawo'ti. Foi registrado em 1624 como jubatins, em ca. 1698 como jabutys e em ca. 1777 como jabutí. O pospositivo -tinga originou-se no tupi tinga, que significa "branco, claro, cor branca ou brancura", e é atestado em palavras desde o século XVI. O nome do gênero Chelonoidis tem origem no grego khelṓnē (χελώνη), que significa "tartaruga", enquanto o epíteto específico deriva do latim denticulatus, que significa "denticulado", "serrilhado".

## Taxonomia e sistemática
O jabuti-tinga foi classificado pela primeira vez por Carlos Lineu em 1866, com o nome Testudo  denticulata. Em 1835, Leopold Fitzinger utilizou Geochelone para diferenciar algumas tartarugas não mediterrâneas e Chelonoidis como subgênero às espécies da América do Sul. Em 1982, Roger Bour e Charles Crumly separaram Geochelone em gêneros diferentes com base em diferenças anatômicas, especialmente nos crânios. Isso resultou na formação ou restauração de vários gêneros: Aldabrachelys, Astrochelys, Cylindraspis, Indotestudo, Manouria e Chelonoidis. Chelonoidis foi distinguido de outros Geochelone por sua localização na América do Sul, bem como pela ausência da placa nucal (a placa marginal centrada sobre o pescoço), pela presença de uma supracaudal grande e indivisa (a placa ou placas diretamente sobre a cauda) e diferenças no crânio. Muitos desses nomes genéricos ainda são debatidos; Por exemplo, nenhuma definição específica de Geochelone é dada, e Chelonoidis é usado principalmente para geografia, em vez de características anatômicas únicas.

### História evolucionária
O gênero Chelonoidis possui duas subcategorias principais baseadas na aparência e no habitat: os grupos C. carbonarius e C. chilensis. O grupo C. carbonarius inclui os jabutis-pirangas (Chelonoidis carbonarius) e jabutis-tingas, intimamente relacionadas, que claramente compartilham um ancestral comum. O grupo C. chilensis inclui a tartaruga-do-chaco (C. chilensis) e a tartaruga-das-galápagos (C. niger), que compartilham habitats semelhantes e uma aparência básica, mas, de resto, não parecem estar intimamente relacionadas. A relação entre os grupos não é clara. Estudos de DNA sugerem que o grupo carbonarius pode estar relacionado às tartarugas-de-dorso-articulado africanas (espécie Kinixys). Isso sugere que podem ter vindo de Gondwana antes de sua separação em África e América do Sul, há cerca de 130 milhões de anos. Acredita-se que uma forma ancestral de cerca de 5 milhões de anos, Chelonoidis hesterna (Auffenberg 1971), tenha vivido em florestas úmidas e se dividido em duas espécies no Mioceno, com os jabutis-tingas permanecendo nas florestas densas e os jabutis-pirangas colonizando as bordas das florestas e as savanas emergentes. À medida que o clima e a topografia mudaram, grupos de jabutis-pirangas tornaram-se fisicamente separados e geneticamente isolados.

## Descrição
Os jabutis-tingas estão entre as maiores espécies de tartarugas terrestres, ocupando o quinto lugar em tamanho geral e sendo a terceira maior espécie continental, atrás apenas da tartaruga-gigante-de-aldabra (Aldabrachelys gigantea) e da tartaruga-das-galápagos, além da tartaruga-de-esporas-africana (Geochelone sulcata) e da tartaruga-das-florestas-asiáticas (Manouria emys). Embora o comprimento típico seja de cerca de 40 centímetros, exemplares significativamente maiores são comuns. A maior registrada foi uma fêmea medindo 94 centímetros de comprimento. Visualmente, a espécie se assemelha bastante ao jabuti-piranga, o que pode dificultar a identificação, especialmente quando se trata de espécimes preservados, o que contribuiu para confusões relacionadas à nomenclatura e à distribuição geográfica.
A cabeça do jabuti-tinga é relativamente pequena, mais longa do que larga, e apresenta uma mandíbula superior com três protuberâncias semelhantes a dentes. Os olhos são grandes e escuros, com um tímpano visível localizado atrás de cada um. A pele da cabeça e dos membros é predominantemente preta, com escamas amarelas a alaranjadas ao redor dos olhos, orelhas e na parte superior dos membros. Os membros anteriores são longos, levemente achatados e apresentam cinco garras, cobertos por escamas finas e escuras, além de escamas maiores sobrepostas na face anterior. Os membros posteriores, semelhantes aos de um elefante, possuem quatro garras e são revestidos por pequenas escamas coloridas como nos anteriores. A cauda varia de tamanho entre os sexos, sendo acompanhada por uma fileira lateral de escamas coloridas.
Os machos adultos, em média, são ligeiramente maiores do que as fêmeas, embora os maiores indivíduos geralmente sejam fêmeas. Uma característica marcante dos machos é a presença de uma constrição nos lados do corpo - uma espécie de “cintura” - e um plastrão profundamente côncavo. As fêmeas possuem cauda curta e cônica, enquanto os machos apresentam cauda mais longa, musculosa e frequentemente dobrada lateralmente. A incisura anal dos machos também é mais ampla, provavelmente para facilitar a movimentação da cauda.

## Distribuição e habitat
Os jabutis-tingas apresentam ampla distribuição geográfica a leste dos Andes, ocorrendo na Bolívia (Beni, La Paz, Pando e Santa Cruz), Brasil, Colômbia (Amazonas, Arauca, Caquetá, Casanare, Guainía, Guaviare, Meta, Putumayo, Vaupés e Vichada), Equador, Guiana, Guiana Francesa, Peru (Cusco, Loreto, Madre de Deus, Pasco, Ucaiáli), Suriname, Trindade e Venezuela (Amazonas, Bolívar, Delta Amacuro, Monagas). Também foi introduzido na ilha de Guadalupe. No Brasil, a espécie tem registros confirmados nos estados do Acre, Amapá, Amazonas, Bahia, Espírito Santo, Goiás, Maranhão, Mato Grosso, Mato Grosso do Sul, Pará, Paraíba, Piauí, Rio de Janeiro, Rio Grande do Norte, Rondônia, Roraima e Tocantins, abrangendo os biomas da Amazônia, Caatinga, Cerrado, Mata Atlântica e Pantanal.
Em termos hidrográficos, está presente nas sub-bacias do Araguaia, do Doce, da foz do Amazonas, do Gurupi, do Itapecuru-Paraguaçu, do litoral do Amapá, Bahia, Espírito Santo, Ceará, Paraíba e Rio de Janeiro, do Madeira, do Mearim, do Negro, do Paraguai 01 e 03, do Paranaíba, do Paraíba do Sul, do Parnaíba Médio, do Paru, do Purus, do Solimões, do São Francisco Médio, do Tapajós, do Tocantins Baixo, do Trombetas e do Xingu. A extensão de ocorrência da espécie no território brasileiro é estimada em 7 677 435 quilômetros quadrados, com base num polígono mínimo convexo formado a partir dos registros no país até o limite da distribuição nos países vizinhos. Fora do Brasil, essa extensão é estimada em 922 351 quilômetros quadrados, conforme Van Dijk et al. (2014), adaptado por NGeo RAN/ICMBio. Assim, a extensão de ocorrência global da espécie é de 8 599 786 quilômetros quadrados, sendo que aproximadamente 89% dessa área encontra-se em território brasileiro.

## Ecologia
O jabuti-tinga é uma espécie terrestre e diurna que habita principalmente florestas ombrófilas densas e, ocasionalmente, florestas decíduas, evitando áreas abertas. Estudos realizados na região amazônica indicam que a espécie exerce um papel relevante na dispersão de sementes, alimentando-se de uma ampla variedade de plantas. Embora seja predominantemente terrestre, registros recentes confirmaram sua presença em extensas áreas de florestas de várzea na Amazônia Central - ecossistemas sazonalmente inundáveis que permanecem alagados por até quatro meses ao ano.

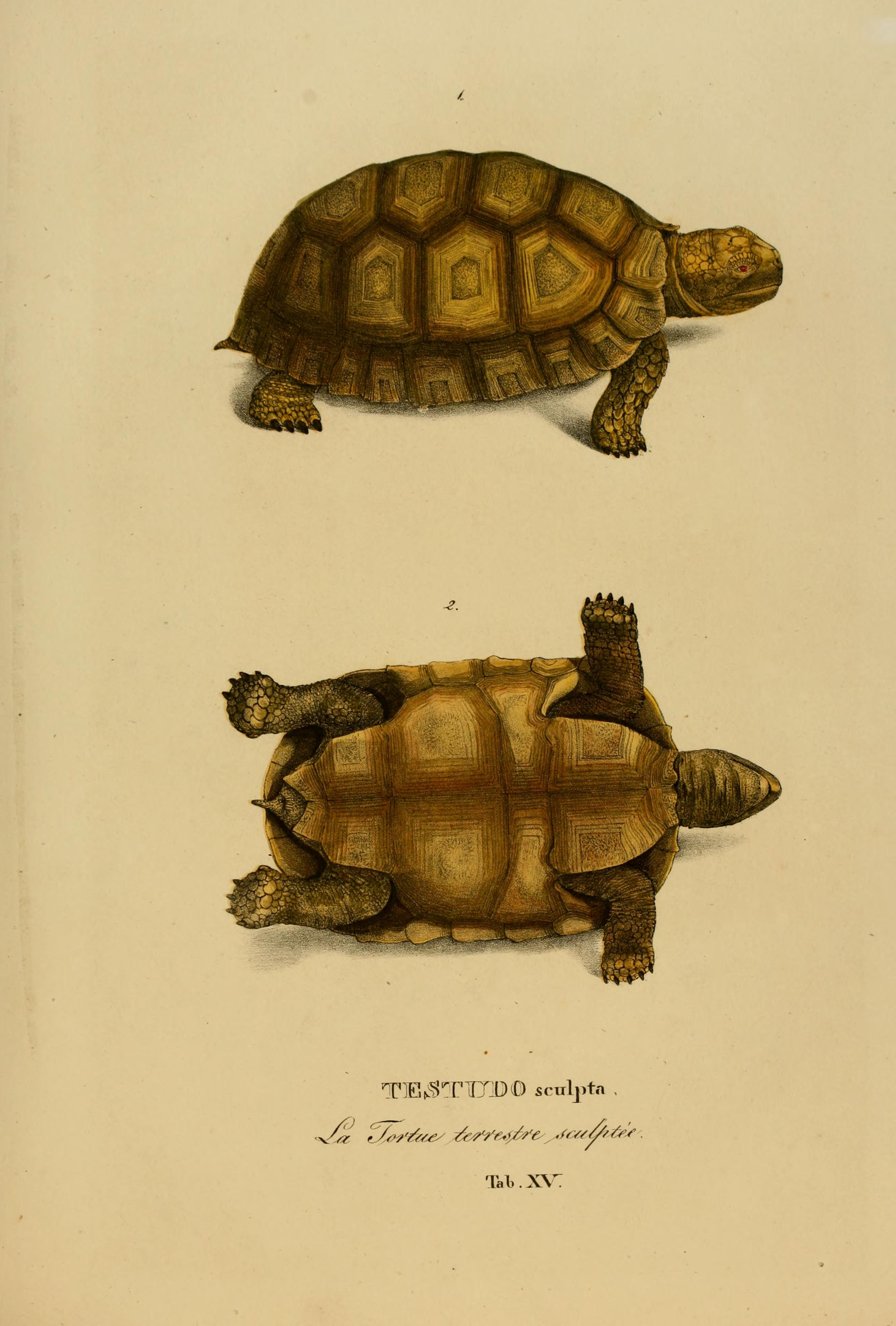
Ilustração de 1817-1820

### Reprodução
As fêmeas de jabuti-tinga atingem a maturidade sexual entre 12 e 15 anos de idade, quando alcançam cerca de 25 centímetros de comprimento de carapaça. Os machos podem atingir até 82 centímetros de comprimento. De acordo com Pritchard & Trebbau (1984), a sazonalidade reprodutiva tende a ser menos pronunciada em florestas sem estações climáticas bem definidas. Ainda assim, há evidências de maior atividade de cópula entre os meses de junho e agosto, com a postura de ovos ocorrendo principalmente de agosto a fevereiro. Alguns autores sugerem que a espécie pode se reproduzir ao longo de todo o ano, enquanto outros apontam para um único período reprodutivo anual, com múltiplas desovas - podendo chegar a até quatro por fêmea. Os ovos são geralmente depositados em covas rasas escavadas no solo, embora, ocasionalmente, possam ser postos diretamente sobre o substrato florestal. As posturas variam de três a 20 ovos, ligeiramente oblongos e de casca rígida; no entanto, a maioria das desovas contém de um a oito ovos, sendo frequente a ocorrência de quatro a cinco. O período de incubação dura, em média, 4,5 meses.
Ainda não há dados conclusivos sobre os mecanismos de determinação sexual ou sobre a temperatura pivotal - valor térmico que, teoricamente, resultaria em uma proporção de sexos próxima de 1:1. Um estudo em andamento com populações em vida livre na Amazônia indica que o ciclo reprodutivo da espécie é fortemente influenciado pelo regime anual de cheias, o que poderá permitir estimativas mais precisas sobre a época reprodutiva em todo o bioma. A espécie ainda carece de estudos mais aprofundados, especialmente com indivíduos em vida livre, dificultados pelo comportamento críptico dos jabutis-tingas. Visando contornar essa limitação, Morcatty e Valsecchi (2014) testaram diferentes metodologias de captura, observando alta eficiência em armadilhas com isca.

## Conservação
A Lista Vermelha da União Internacional para a Conservação da Natureza (UICN) classifica o jabuti-tinga como Vulnerável (VU). Em 2018, foi igualmente classificada como pouco preocupante (LC) no Livro Vermelho da Fauna Brasileira Ameaçada de Extinção do Instituto Chico Mendes de Conservação da Biodiversidade (ICMBio). Também consta no Apêndice II da Convenção sobre o Comércio Internacional das Espécies da Fauna e da Flora Silvestres Ameaçadas de Extinção (CITES).
Em sua área de distribuição no Brasil, o jabuti-tinga está presente em várias áreas de conservação:
Área de Proteção Ambiental (APA)
- Bacia do Rio dos Frades
- Bonfim/Guaraíra
- Delta do Parnaíba
- Dunas e Veredas do Baixo-Médio São Francisco
- Ilha do Bananal/Cantão
- João Leite
- Margem Direita do Rio Negro (Setor Padauari-Solimões)
- Margem Esquerda do Rio Negro (Setor Tarumã-Açu-Tarumã-Mirim)
- Arquipélago do Marajó
- Petrópolis

Estação Ecológica (ESEC)
- Maracá
- Grão-Pará

Floresta Nacional (Flona)
- Altamira
- Tapajós
- Pau-Rosa

Floresta Estadual
- Amapá

Parque Nacional (PARNA)
- Campos Amazônicos
- Serra dos Órgãos
- Descobrimento
- Jaú
- Juruena
- Pau Brasil

Parque Estadual
- Rio Negro Setor Norte
- Rio Negro Setor Sul

Reserva Biológica (Rebio)
- Maicuru

Reserva de Desenvolvimento Sustentável (RDS)
- Amanã
- Mamirauá

Reserva Extrativista (Resex)
- Auati-Paraná
- Baixo Juruá
- Médio Juruá
- Mar Soure
- Pedras Negras
- Rio Jutaí
- Riozinho da Liberdade

Reserva Particular do Patrimônio Natural (RPPN)
- Fazenda Boa Ventura

Terras Indígenas / Áreas Especiais
- Alto Turiaçu
- Apiaká do Pontal e Isolados
- Coata-Laranjal
- Coroa Vermelha - Gleba C
- Jumina
- Kayapó
- Parque do Araguaia
- Rio Téa
- Tabalascada
- Uaçá
- Zoró

### Ameaças
As principais ameaças ao jabuti-tinga estão relacionadas às atividades agropecuárias e ao uso ilegal. No Brasil, muitas subpopulações têm sido exploradas para alimentação humana, comércio ilegal de animais de estimação, fins medicinais e rituais religiosos. De acordo com Destro et al., (2012), no Brasil, jabutis do gênero Chelonoidis figuraram como o 28.º táxon na lista dos táxons mais apreendidos pelo Instituto Brasileiro do Meio Ambiente e dos Recursos Naturais Renováveis (Ibama) e instituições parceiras entre os anos de 2005 e 2009. Dentre os répteis, foi o 5.º táxon mais apreendido. O Ibama, entre os anos de 2000 e 2015, lavrou 1 803 autos referentes a apreensões de espécimes e/ou subprodutos (carnes e peles) de quelônios, resultando na apreensão de 61 623 indivíduos e 4 626 quilos de subprodutos. Segundo Juliana Rodrigues (com. pess., 2016), a análise desses dados mostra que, por auto, o número de indivíduos variou de um a sete mil, e o peso dos produtos apreendidos, de um a 3 700 quilos.
Apreensões de quelônios ocorreram em todas as regiões do país, sendo mais frequentes nas regiões Norte (38,9%; n=702; N=1803) e Nordeste (36,7%; n=663; N=1803). Houve registros de autos em quase todos os estados, com exceção de Santa Catarina. O estado do Amazonas concentrou o maior número de apreensões, com 402 autos que resultaram em 34 619 indivíduos e mais de 964 quilos de produtos provenientes de caça ou criadouros ilegais. As espécies mais frequentes foram: tartaruga-da-amazônia (Podocnemis expansa), tracajá (Podocnemis unifilis), jabuti-piranga (Chelonoidis carbonarius), jabuti-tinga e tartaruga-tigre-d'água (Trachemys dorbigni). Entretanto, em pelo menos 709 autos, a identificação não ocorreu em nível específico, sendo registrados apenas como jabuti ou tartaruga.
Houve registro de autos de apreensão de jabuti-tinga nos estados do Acre, Amazonas, Bahia, Ceará, Goiás, Maranhão, Mato Grosso, Pará, Paraíba, Piauí, Rio Grande do Norte, Rio de Janeiro, Rondônia, Roraima e Tocantins, totalizando 24 442 indivíduos e 66 quilos de subprodutos apreendidos. O maior número de apreensões foi registrado no estado do Ceará, com 70 autos que resultaram em 1 141 indivíduos provenientes de caça ou criadouros ilegais. Morcatty & Valsecchi (2015) observaram, ao longo de 12 anos de estudo, que a caça ao jabuti-tinga tem se mostrado insustentável em algumas áreas da Amazônia, destacando que, além do consumo, o comércio da espécie também representa uma pressão significativa. Oliveira et al., (2011) registraram os jabutis-tingas como o vertebrado mais caçado por povos guajás e caapores, no Maranhão, enquanto Souza-Mazurek et al., (2000) documentaram sua importância para os uaimiris-atroaris, na Amazônia Central.

### Uso humanos

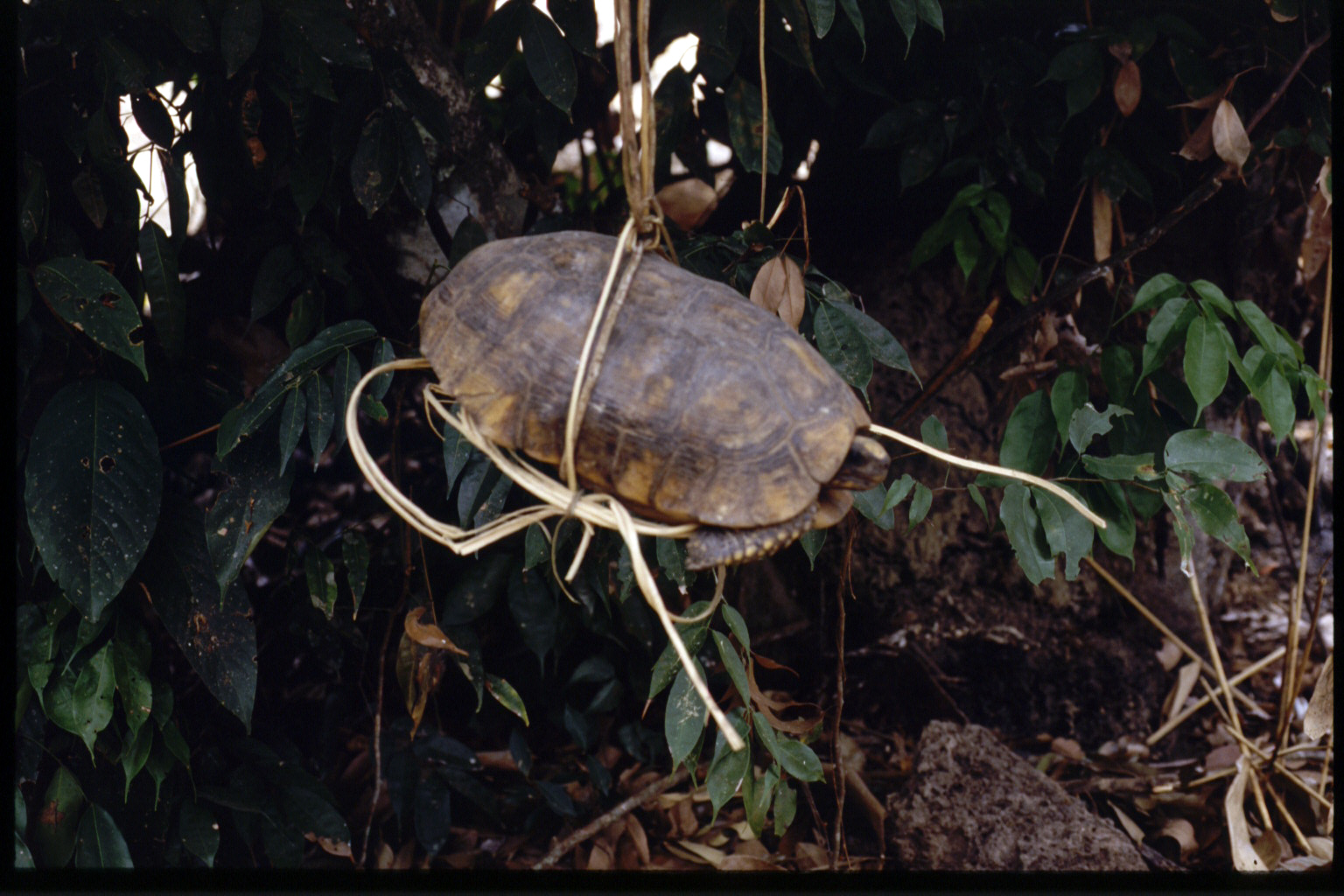
Indivíduo capturado por indígenas iecuanas, na Venezuela

O jabuti-tinga é amplamente utilizado na alimentação, para fins medicinais, em atividades mágico-religiosas e como animal de estimação. A espécie é bastante consumida por populações rurais e indígenas, sendo item básico na alimentação dos catadores de castanhas no Brasil. Na região Nordeste do país, a gordura, o óleo extraído da banha e raspas da carapaça do quelônio são utilizados para fins zooterápicos, com o intuito de tratar doenças respiratórias, dores de coluna e ouvido, edemas, hematomas, hemorragias, reumatismo, artrose, diarreia, tumor, erisipela, calmantes e acne, sendo ainda empregado como estimulante sexual. Há também relatos de associações do jabuti-tinga com o orixá Xangô em rituais de candomblé, por transmitir força e resistência. Em diversos estados brasileiros, existem crenças ligadas à criação de jabutis em casa - como para a cura da asma, bronquite ou para afastar o “mau olhado” -, o que intensifica sua utilização como animal de estimação, tanto em áreas urbanas quanto rurais.
O jabuti-tinga apresenta ainda potencial para investigações farmacológicas em larga escala, dada a amplitude de usos medicinais registrados, especialmente na Amazônia. Na região Norte, é amplamente comercializado, enquanto no Sudeste o comércio ocorre com menor intensidade. Nessas regiões, também é utilizado em rituais indígenas e para fins terapêuticos. Em 2016, havia cinco criadores comerciais de jabuti-tinga legalizados junto ao SISFauna/Ibama, localizados nos estados da Bahia (n=2), Ceará (n=2) e Paraná (n=1). Também existiam dez criadouros registrados à revenda de animais vivos, localizados no Distrito Federal, Minas Gerais, Rio de Janeiro e Paraná. Até 2010, cinco desses criadouros já estavam em operação com foco na comercialização como animal de estimação - um em Pernambuco, dois na Bahia, um no Paraná e um em São Paulo - e três voltados à comercialização de carne, todos no Acre. No entanto, em 2016, segundo o Ibama, apenas os criadouros da Bahia e Paraná permaneciam com registros ativos, tendo os demais sido cancelados. No estado da Bahia, os animais criados comercialmente são destinados majoritariamente ao mercado externo. Esses empreendimentos estão registrados sob a Portaria-Ibama n.º 118/97, mas, conforme a Instrução Normativa-Ibama 07/2015, novos criadouros comerciais para espécies silvestres nativas com finalidade de animal de estimação só poderão ser autorizados após a publicação da lista prevista na Resolução Conama n.º 394, de 6 de novembro de 2007. A criação legalizada do jabuti-tinga em cativeiro pode, até certo ponto, amenizar a pressão de caça sobre as populações naturais. No entanto, os impactos dessa medida e a persistência do mercado ilegal ainda estão sendo avaliados em estudos recentes.

### População
O jabuti-tinga é amplamente distribuído ao longo da bacia amazônica. Em Maracá, no estado de Roraima, a densidade populacional registrada foi de 0,20 indivíduos por hectare. Na Terra Indígena Kayapó, essa densidade foi estimada entre 25,16 e 31,44 indivíduos por quilômetro quadrado. A espécie utiliza como abrigo troncos caídos e acúmulo de folhas, contando também com uma coloração críptica que favorece sua camuflagem no ambiente. Por esse motivo, a taxa de detecção costuma ser baixa e pode variar conforme a estação do ano e o método utilizado, com valores registrados entre 0,03 e 0,17 indivíduos por hora de busca, com extremos de 0,004 a 0,30.
Apesar disso, a tendência populacional geral da espécie ainda é desconhecida. Em estudo de longo prazo, Morcatty & Valsecchi (2015) observaram uma redução contínua na Captura por Unidade de Esforço (CPUE) por caçadores em áreas selvagens da Amazônia ao longo de 12 anos. Há relatos de indivíduos aparentemente híbridos entre jabuti-tinga e jabuti-piranga vivendo soltos na natureza, embora a ocorrência e a fertilidade desses híbridos ainda precisem ser confirmadas. Considerando a continuidade florestal entre o Brasil e países vizinhos, é plausível que ocorra fluxo gênico entre populações transfronteiriças, mas ainda não se sabe em que medida isso contribui para a manutenção das subpopulações dentro do território brasileiro.